# معبد زيوس الأولمبي، أثينا
معبد زيوس الأولمبي (باليونانية: Ναός του Ολυμπίου Διός)، المعروف أيضا باسم Olympieion وتعني أعمدة زيوس الأولمبي، هو معبد كبير في وسط أثينا العاصمة اليونانية وتم بناء المعبد بأمر من لزيوس، الذي كان الإغريق يعتقدون أنه أب الآلهة والبشر. بدأ البناء في القرن 6 قبل الميلاد خلال فترة حكم الطغاة الأثيني، الذي يتوخى بناء أكبر معبد في العالم القديم، ولكن لم يكتمل ذلك إلا في عهد الإمبراطور الروماني هادريان في القرن 2 بعد الميلاد يعني بعد 638 سنة على بدأ في المشروع. خلال الفترات الرومانية كان مشهورا بأنه أكبر معبد في اليونان، ويضم واحدة من أكبر التماثيل عبادة في العالم القديم.

## التاريخ

### العصر الروماني
تضرر معبد زيوس الأولمبي بشكل سيئ أثناء نهب الهيروليين لأثينا في 267. من غير المرجح أن يكون قد تم إصلاحه، نظرا لحجم الأضرار التي لحقت ببقية المدينة. مع افتراض أنه لم يكن قد تم التخلي عنه بعد، فمن المؤكد أنه تم إغلاقه في عام 425 من قبل الإمبراطور المسيحي ثيودوسيوس الثاني عندما منع عبادة الآلهة الرومانية واليونانية القديمة أثناء اضطهاد الوثنيين في أواخر الإمبراطورية الرومانية. تم أخذ مواد من المبنى (المفترض أنه أصبح مدمرًا حينها) من أجل بازيليكا تم بناؤها في مكان قريب خلال القرن الخامس أو السادس.